# Metropolitana di Toronto
La metropolitana di Toronto è un sistema di trasporto rapido che serve la città di Toronto, Ontario, Canada.
La rete è costituita da 3 linee di metropolitana pesante e 1 di metropolitana leggera sopraelevata.

## Storia
La metropolitana di Toronto ha 79,9 km di lunghezza e un totale di 75 stazioni dislocate su quattro linee differenti. È stata la prima metropolitana in Canada, e fu inaugurata nel 1954.

### Cronologia
| Data             | Tratta o stazione                           | Linea |
| ---------------- | ------------------------------------------- | ----- |
| 30 marzo 1954    | Union - Eglinton                            |       |
| 28 febbraio 1963 | Union - St. George                          |       |
| 26 febbraio 1966 | Keele - Woodbine                            |       |
| 10 maggio 1968   | Keele - Islington e Woodbine - Warden       |       |
| 31 marzo 1973    | Eglinton - York Mills                       |       |
| 29 marzo 1974    | York Mills - Finch                          |       |
| 27 gennaio 1978  | St. George - Wilson                         |       |
| 21 novembre 1980 | Islington - Kipling e Warden - Kennedy      |       |
| 22 marzo 1985    | Kennedy - McCowan                           |       |
| 18 giugno 1987   | North York Centre                           |       |
| 31 marzo 1996    | Wilson - Sheppard West                      |       |
| 22 novembre 2002 | Sheppard-Yonge - Don Mills                  |       |
| 17 dicembre 2017 | Sheppard West - Vaughan Metropolitan Centre |       |
| 24 luglio 2023   | chiusura della Scarborough RT               |       |

## Rete
| Linea            | Percorso                     | Inaugurazione | Ultima estensione | Lunghezza | N. stazioni |
| ---------------- | ---------------------------- | ------------- | ----------------- | --------- | ----------- |
| Yonge-University | Finch ↔ Vaughan Metro Centre | 1954          | 2017              | 28,8 km   | 38          |
| Bloor-Danforth   | Kipling ↔ Kennedy            | 1966          | 1980              | 26,2 km   | 31          |
| Scarborough      | Kennedy ↔ McCowan            | 1985–2023     | -                 | 6,4 km    | 6           |
| Sheppard         | Sheppard-Yonge ↔ Don Mills   | 2002          | -                 | 5,5 km    | 5           |
| Totale:          | Totale:                      | Totale:       | Totale:           | 76,9 km   | 75          |

## Linee

### La Yonge-University-Spadina
La Yonge-University-Spadina, caratterizzata dal colore giallo, è stata la prima metropolitana ad essere aperta nella città di Toronto. La tratta della linea, Union subway station - Eglinton Station fu inaugurata il 30 marzo 1954.
Nel 1973 la linea fu prolungata fino alla York Mills Station, e l'anno successivo fino alla Finch Station. Un altro prolungamento della linea, fino alla Wilson Station, fu aperto nel 1978, mentre nel 1987 venne aperta la stazione North York Centre, tra le stazioni di Sheppard e Finch.
L'ultimo prolungamento della linea risale al 1996, quando la Yonge-University-Spadina fu prolungata fino a Downsview.
Oggi la Yonge-University-Spadina ha 32 stazioni per una lunghezza di 30,2 km.

### La Scarborough RT
La Scarborough RT, caratterizzata dal colore blu, era stata la terza linea metro ad essere aperta nella città di Toronto. Venne inaugurata il 22 marzo 1985.
Originariamente il progetto prevedeva la costruzione di una rete tramvia che collegasse il centro della città con la periferia. Il progetto, che era già in fase di costruzione, venne accantonato. Si decise quindi di optare per la costruzione di una nuova linea metro. Questo cambiamento del progetto è anche visibile presso alcune delle stazioni, come alla Kennedy Station, dove è possibile vedere sporgere le vecchie banchine sotto quelle costruite per adattarsi al nuovo progetto.
Nel febbraio 2021, il TTC ha affermato che la linea di Scarborough era troppo vecchia, inaffidabile e difficile da mantenere. Ciò significherebbe che la Scarborough RT verrà finalmente chiusa nel 2023. Dopo il deragliamento di un treno avvenuto il 24 luglio 2023, il TTC ha deciso di chiudere definitivamente la linea. Da allora, i passeggeri devono prendere gli autobus fino all'apertura del prolungamento della linea Bloor-Danforth.
La linea contava 6 stazioni per una lunghezza di 6,4 km.

### La Sheppard
La Sheppard, caratterizzata dal colore viola, è la più recente linea ad essere stata aperta a Toronto. Inaugurata il 22 novembre 2002 conta 5 stazioni per una lunghezza di 5,5 km.
Il progetto è stato modificato più volte, fino a quando non si è deciso di approvare il progetto finale che ha portato alla costruzione della linea così come la si conosce oggi.